# 마르티 (충돌구)

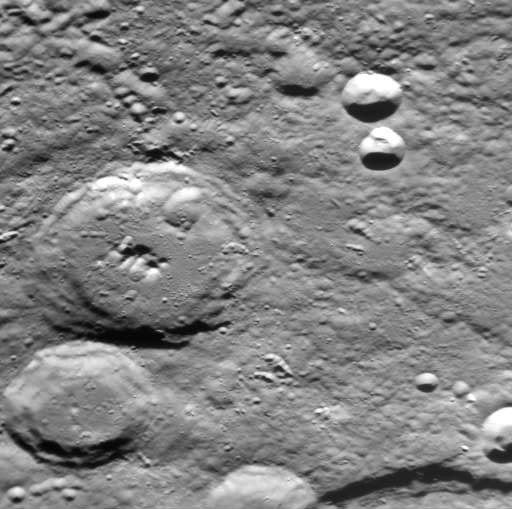
비스듬하게 바라본 왼쪽의 마르티 충돌구

마르티(Martí)는 수성의 충돌구이다. 국제천문연맹에서는 1853년부터 1895년까지 살았던 쿠바의 작가 호세 마르티의 이름을 따, 1976년에 이 충돌구의 이름을 마르티 충돌구로 명명하였다.